# Старостенко, Пётр Захарович
Пётр Захарович Старостенко (1850 — не ранее 1912) — член III Государственной думы от Воронежской губернии, крестьянин.

## Биография
Православный, крестьянин села Варваровка Варваровской волости Бирюченского уезда.
Образование получил в сельской школе. Занимался земледелием (1½ десятины надельной земли). Был волостным старшиной, сельским мировым судьей и председателем волостного суда.
В 1907 году был избран в члены III Государственной думы от Воронежской губернии съездом уполномоченных от волостей. В 1-ю сессию входил в фракцию октябристов, со 2-й сессии — во фракцию прогрессистов, с 5-й сессии был беспартийным. Состоял членом продовольственной и по переселенческому делу комиссий.
Дальнейшая судьба неизвестна.